# Tito Maddox
Theodore Maddox, detto Tito (Compton, 7 giugno 1981), è un ex cestista statunitense, professionista nella NBA.

## Carriera
È stato selezionato dagli Houston Rockets al secondo giro del Draft NBA 2002 (38ª scelta assoluta).